# Odeon (album)
Pour les articles homonymes, voir Odeon.
 (janvier 2016).
Si vous disposez d'ouvrages ou d'articles de référence ou si vous connaissez des sites web de qualité traitant du thème abordé ici, merci de compléter l'article en donnant les références utiles à sa vérifiabilité et en les liant à la section « Notes et références ».
 (juin 2018).
Albums de Tosca
No Hassle Tlapa: The Odeon Remixes
Odeon est un album de Tosca sorti en 2013.

## Liste des titres
| Odeon | Odeon                   | Odeon | Odeon | Odeon | Odeon | Odeon | Odeon | Odeon | Odeon |
| No    | Titre                   | Durée |       |       |       |       |       |       |       |
| ----- | ----------------------- | ----- | ----- | ----- | ----- | ----- | ----- | ----- | ----- |
| 1.    | Zur Guten Ambience      | 2:25  |       |       |       |       |       |       |       |
| 2.    | What If                 | 4:55  |       |       |       |       |       |       |       |
| 3.    | Heatwave                | 5:39  |       |       |       |       |       |       |       |
| 4.    | Jayjay                  | 6:18  |       |       |       |       |       |       |       |
| 5.    | Soda                    | 2:33  |       |       |       |       |       |       |       |
| 6.    | Meixner                 | 6:05  |       |       |       |       |       |       |       |
| 7.    | Stuttgart               | 5:47  |       |       |       |       |       |       |       |
| 8.    | In My Brain Prinz Eugen | 5:07  |       |       |       |       |       |       |       |
| 9.    | Cavallo                 | 6:39  |       |       |       |       |       |       |       |
| 10.   | Bonjour                 | 5:22  |       |       |       |       |       |       |       |
| 51:25 |                         |       |       |       |       |       |       |       |       |

## Crédits
- Calyx Berlin - mastering
- Stefan Beyer - design
- Sarah Carlier - compositeur, paroles, chant
- Richard Dorfmeister - compositeur, artiste principal, producteur
- Chris Eckman - compositeur, paroles, chant
- Rupert Huber - compositeur, artiste principal, producteur

- Rodney Hunter - chant
- J.J.Jones - compositeur, paroles, chant
- Roland Neuwirth - compositeur, paroles, chant
- Markus Rössle - photographie
- Lucas Santtana - compositeur, paroles, chant
- Colin Snapp - conception visuelle
- Tosca - artiste principal